# Pyrsógianni
Pyrsógianni, en grec moderne : Πυρσόγιαννη, est un village du dème de Kónitsa, district régional d'Ioánnina, en Épire, Grèce.
Selon le recensement de 2011, la population du village compte 119 habitants.